# Attichsbach
Der Attichsbach, am Oberlauf Lautenbach genannt, ist ein unter 7 km langer Bach im Landkreis Heilbronn in Baden-Württemberg. Nach insgesamt etwa westlichem Lauf mündet er auf dem Audi-Werksgelände bei Neckarsulm von rechts in die unterste Sulm.

## Geographie

### Verlauf
Der Lautenbach entspringt auf dem Gebiet der Stadt Neckarsulm ca. 1,4 km westsüdwestlich der Ortsmitte der Ortschaft Dahenfeld. In der Spitze einer Flurbucht unter dem Waldhang Lange Halde beginnt dort auf etwa 260 m ü. NHN ein zunächst unscheinbarer Graben. Der Bach fließt zunächst nordostwärts und wendet sich auf der ersten Hälfte seines Laufs in einer langen Kurve nach links. Dabei tritt er aufs Gebiet der Gemeinde Oedheim über und passiert dessen rechts am Ufer stehendes Hofgut Lautenbach.
Auf dem anschließenden recht geraden Laufstück nach Südwesten läuft er unter dem Neckarsulmer Stadtteil Amorbach am linken Oberhang vorbei, dann an einem etwa ringförmigen, weniger als 0,2 ha großen Teich am linken Ufer. Sodann wechselt er gleich aufs Gebiet der Stadt Bad Friedrichshall, ab wo er Attichsbach genannt wird. Dort grenzt linksseits die Waldinsel Reichertsberg an den Lauf, danach folgt auf derselben Seite ein dünner Waldriegel dem Lauf, hinter beiden ist der Friedrichshaller Ort Plattenwald mit zuletzt dem Klinikum am Plattenwald oft nur etwa hundert Meter vom Bach entfernt.
Kurz oberhalb der Friedrichshaller Hasenmühle durchläuft der Attichsbach vor dem weniger als 5 m hohen Straßendamm der K 2117 von Kochendorf her ein kleines Hochwasserrückhaltebecken des Wasserverbandes Sulm, das bis zu 10.000 m² Wasser zurückhalten und gesteuert ablassen kann. Wenig danach geht der Bach an der neben der B 27 Kochendorf–Neckarsulm stehenden Hasenmühle in eine Verdolung, die ihn südwärts unter der Bundesstraße durchführt und unter dem Werksgelände von Audi an der Stadtgrenze von Friedrichshall zu Neckarsulm bis zur Mündung auf weniger als 150 m ü. NHN in die dort ebenfalls verdolte Sulm.
Ein Messtischblatt von 1902 zeigt einen anderen Weg des damals Attigsbach genannten Attichsbachs ab dessen Eintritt in die Neckaraue an der heutigen Bundesstraße. Der Bach zog damals geschlungen westwärts quer über die Trasse des damals noch nicht existierenden Neckarkanals hinweg durch die Raderwiesen und mündete schließlich auf etwa 144 m ü. NN von rechts in den Neckar etwa gegenüber dem Ortskern von Untereisesheim.

### Einzugsgebiet
Das Einzugsgebiet ist 4,6 km groß und liegt, naturräumlich gesehen, überwiegend im westlichsten Unterraum Kocherplatten und Krumme Ebene der Hohenloher und Haller Ebene. Ein Zwickel des oberen Einzugsgebietes westlich über der Quelle gehört zum Unterraum Sulmer Bergebene der Löwensteiner Berge in den nördlichsten Schwäbisch-Fränkischen Waldbergen, wo mit etwa 275 m ü. NHN auch sein höchster Punkt liegt, ein Zwickel an der Mündung zum Unterraum Heilbronn-Wimpfener Tal in der Heilbronner Bucht des Neckarbeckens.
Das Gebiet ist, allesamt nur kleine Waldstücke ausgenommen, eine überwiegend offene Ackerbaulandschaft, an der die drei beim Verlauf genannten Kommunen Anteil haben.
Reihum grenzen die Einzugsgebiete der folgenden Nachbargewässer an:
- Im Norden fließt der Merzenbach mit fast gleicher Laufrichtung zum untersten Kocher;
- im Osten liegt das obere Einzugsgebiet des Brunnenwiesenbachs, der über den Dahenbach und die Brettach zum Kocher entwässert;
- im Süden grenzt nur kurz das obere Einzugsgebiet des Hängelbachs, dann fast bis zur Mündung das des Amorbachs an, welche beide nacheinander wenig oberhalb des Attichsbachs ebenfalls etwa westwärts zur dort schon verdolten Sulm fließen.

### Zuflüsse
Der Attichsbach besitzt außer zulaufenden Wegseitengräben nur einen kurzen Zufluss mit etwas über 0,2 km² Einzugsgebiet an seinem Oberlauf gegenüber dem Hofgut Lautenbach. Dieser entsteht auf etwa 210 m ü. NHN am Mönchsrain, ist etwa 0,3 km lang und mündet, nachdem er zwei kleine Teiche von zusammen etwas über 0,1 ha im Gewann Brunnenstubenwiesen gespeist hat, nach nordöstlichem Lauf auf etwa 204 m ü. NHN in einem kleinen Talwäldchen, in dem zuvor der Lautenbach selbst wenig oberhalb einen kleinen Teich von unter 0,1 ha durchlaufen hat.

### LUBW
Amtliche Online-Gewässerkarte mit passendem Ausschnitt und den hier benutzten Layern: Lauf und Einzugsgebiet des Attichsbachs

Allgemeiner Einstieg ohne Voreinstellungen und Layer: Daten- und Kartendienst der Landesanstalt für Umwelt Baden-Württemberg (LUBW) (Hinweise)
1. 1 2 3 4 5  Höhe nach dem Höhenlinienbild auf dem Hintergrundlayer Topographische Karte.
2. ↑  Länge nach dem Layer Gewässernetz (AWGN).
3. ↑  Länge abgemessen auf dem Hintergrundlayer Topographische Karte.
4. ↑  Einzugsgebiet nach dem Layer Basiseinzugsgebiet (AWGN).
5. 1 2 3  Seefläche nach dem Layer Stehende Gewässer.
6. ↑  Einzugsgebiet abgemessen auf dem Hintergrundlayer Topographische Karte.

### Andere Belege
1. ↑  Abfluss-BW - Daten und Karten
2. ↑  Alter Unterlauf nach:
  - Meßtischblatt 6721 Kochendorf von 1902 in der Deutschen Fotothek
3. ↑  Josef Schmithüsen: Geographische Landesaufnahme: Die naturräumlichen Einheiten auf Blatt 161 Karlsruhe. Bundesanstalt für Landeskunde, Bad Godesberg 1952. → Online-Karte (PDF; 5,1 MB)